# اکانیا نصیرپور
اکانیا نصیرپور (به لاتین: Akania Nasirpur) یک منطقهٔ مسکونی در بنگلادش است که در استان چیتاگونگ واقع شده‌است.